# Мурманск
Му̀рманск (на руски: Му́рманск, през 1916 – 1918 г. – Рома́нов-на-Му́рман) е град в Руската федерация, административен център на Мурманска област.

## Етимология
Руснаците наричат „мурмани“, „урмани“ норвежците и изобщо норманите. По-късно това название е пренесено и върху земите, където стават събития с тяхно участие. Първоначално „Мурман“ е наричано крайбрежието на Баренцово море, а впоследствие така е наричан и целият Колски полуостров. Съответно „Мурманск“ означава „град на (в) Мурман“.
Според колския краевед И. Ф. Ушаков думата „мурман“ произлиза от думата „норман“, което в превод от скандинавските езици означава „северен човек, човек от севера“. Според особеностите при историческата замяна на звуковете, звукът „n“ се трансформира в „m“, а що се отнася до произношението на звука „о“, то в тази дума днес както в шведски, така и в норвежки, се произнася като меко „у“. Тоест думата изначално звучи като [nur’man].

## География
Мурманск се намира зад Северния полярен кръг на скалистото източно крайбрежие на Колския полуостров при бреговете на Баренцово море, близо до границата на Русия с Норвегия и Финландия. Градът е най-големият град в света на север от полярния кръг и е едно от най-важните пристанища на Русия, като географското му разположение го прави единственото северно руско пристанище, което не замръзва през зимата. Това определя и първостепенното значение на Мурманск.
Градът е разположен в зоната на вечната замръзналост и е разтеглен на над 20 км покрай скалистото източно крайбрежие на Колския залив, на 50 км от изхода в открито море. На 16 км северно от града е разположен затвореният град Североморск, който е главната база на Северния флот. Между Североморск и Мурманск има няколко селища-сателити (Росляково, Сафоново, Сафоново-1). Най-близкият град на юг е Ко̀ла – при разширяването си Мурманск вече достига с южните си микрорайони покрайнините на този град. От изток и запад Мурманск е обграден от горски масиви, а най-високата му точка е безименен връх в източната част на града с височина 305 м.
Мурманск е един от двата града (заедно с Тромсьо), от които има връзка по море с Шпицберген от юни до ноември.

### Климат
Градът се намира в атлантико-арктическата зона на умерения климат. Климатът на Мурманск се формира от близостта на Баренцово море, чието влияние се усилва от топлото течение Гълфстрийм. Този фактор способства за голямата разлика на климата на Мурманск от климата на болшинството градове, разположени зад Северния полярен кръг. За разлика от много северни градове, в Мурманск се наблюдават аномално високи зимни температури на въздуха. Средната температура през януари – февруари е от порядъка на -10 °C – -11 °C. Заради близостта на топлите въздушни маси, носени от течението Гълфстрийм, настъпването на студеното време в Мурманск е с около месец по-късно, отколкото в другите северни райони. Вятърът в Мурманск има мусонен характер – зимата преобладават южни ветрове от континента, носещи сухо студено време в града. А през лятото – северни ветрове от Баренцово море, носещи повишена влажност и прохладно лятно време. Смяната на ветровете става през юни и септември. Средната температура през юли е в порядъка на 12 °C – 13 °C, като през две трети от месеца се задържа дъждовно време. Голяма част от валежите в Мурманск от примерно 500 мм на година, падат от юни до септември, като върхът на облачните дни и дните с валежи са през август. Минимална температура от -39,4 °C е отбелязана на 6 януари 1985 г. и 27 януари 1999 г., а максималната температура 33,1 °C – на 19 юли 1972 г. Полярната нощ в Мурманск продължава от 2 декември до 11 януари, а полярният ден – от 22 май до 22 юли.
| Средни месечни температури за град Мурманск |         |         |         |        |         |        |        |        |        |         |         |         |
| Месец                                       | Яну     | Фев     | Мар     | Апр    | Май     | Юни    | Юли    | Авг    | Сеп    | Окт     | Ное     | Дек     |
| Най-високи регистрирани температури         | 7°C     | 6,6°C   | 9°C     | 16,9°C | 27,2°C  | 30,8°C | 32,9°C | 29,1°C | 24,2°C | 15°C    | 9,6°C   | 5,6°C   |
| Средни максимални температури               | -7,2°C  | -7,3°C  | -3,3°C  | 1,9°C  | 7,2°C   | 14°C   | 17,2°C | 15,2°C | 9,6°C  | 2,9°C   | -2°C    | -5,3°C  |
| Средни минимални температури                | -13,8°C | -13,4°C | -9,8°C  | -4,4°C | 0,6°C   | 5,7°C  | 8,8°C  | 8°C    | 4,3°C  | -1,2°C  | -7°C    | -11,4°C |
| Най-ниски регистрирани температури          | -39,4°C | -38,6°C | -32,6°C | -23°C  | -10,4°C | -2,5°C | 1,7°C  | -2°C   | -5,4°C | -21,2°C | -30,3°C | -35°C   |
| Валеж                                       | 30 mm   | 22 mm   | 19 mm   | 20 mm  | 30 mm   | 53 mm  | 61 mm  | 65 mm  | 53 mm  | 44 mm   | 40 mm   | 36 mm   |
| Източник: Pogoda.ru.net.                    |         |         |         |        |         |        |        |        |        |         |         |         |

### Хидрография
В града има много езера (Семьоновское, Среднее, Болшое, Питьевое, Окуневое, Портянка, Ледовое, Глубокие, Карьерное, безименни езера на улица Шчербаков, на улица Марат и в Уютната долина). В чертите на Мурманск има шест извора и три потока: Варничен, Трифонов и Фадеев, преди индустриализирането на града в тях се въди сьомга. В северната част на града тече неголямата река Роста.

## История

### Основаване
Плановете за построяване на град зад полярния кръг се появяват през 70-те г. на 19 в. Първите изследователи, търсещи нови места за тази цел, пристигат в Мурман през 1912 г., а след три години – през 1915 г., на десния бряг на Колския залив на Баренцово море е построено мурманското морско пристанище. Създаването му е свързано със стремежа на Русия да получи изход на Северния ледовит океан през незамръзващия залив, за да си осигури редовни доставки от съюзниците от Антантата в условията на блокада на Черно море и Балтийско море. За официална дата на основаването на града се приема 4 октомври 1916 г. В този ден на ниския хълм, където днес се намира Дворецът на културата и техниката „Киров“, се състои тържествена церемония по полагане основите на християнски храм, посветен на покровителя на мореплавателите свети Никола. Градът става последния град основан в Руската империя и е наречен Романов-на-Мурман. Половин година след Февруарската революция, на 3 април 1917 г., той приема днешното си название Мурманск.

### Октомврийската революция и интервенцията
През 1917 г. след победата на Октомврийската революция в Петроград, в Мурманск е създаден временен революционен комитет, начело на който застават болшевиките. Но през март 1918 г. от военните кораби на Антантата, които са на котва в Колския залив още преди Февруарската революция, на брега е стоварен десант, който поставя началото на т.нар. Интервенция. През 1919 г. властта в града преминава в ръцете на белогвардейците, а новосъздаденото Временно правителство на Северната област признава върховната власт на адмирал Колчак. През есента на 1919 г. силите на Антантата са принудени да се евакуират от града, а на 21 февруари 1920 г. в Мурманск избухва въстание, организирано от болшевиките и те отново завземат властта.

### 1920 – 1941 г.
В началото на 20-те години Мурманск наброява по-малко от 2500 жители и е в състояние на дълбок упадък. Промишлеността е представена основно от занаятчийски сдружения, риболовната промишленост е в упадък. Градският пейзаж представлява две – три улички с едноетажни къщи, пренаселени работнически бараки, безпорядъчно струпани колиби, изоставени от интервентите жилищни фургони, наричани „чемодани“ (на руски: чемоданы – „куфари“). Градът получава прозвището „Червеното село“, заради товарните вагони с червен цвят, приспособени за жилища.
От втората половина на 1920-те години градът започва бързо да се развива, тъй като в Съветския съюз възниква стратегическа нужда от големи пристанища, транзитът през които не би зависел от отношенията със съседните държави. От 1933 г. Мурманск става една от базите за снабдяване и ремонт за Северния флот (главна база и тогава и днес е Североморск), през него се осъществява морската връзка с металургичните заводи в Норилск. Освен военно-стратегическите цели, развитието на мурманското пристанище преследва задачата и за увеличаване на риболова: в града на мястото на предишното военно предприятие за обработка на риба и съдоремонт е създадено риболовно пристанище, което бързо се развива и след няколко години обезпечава ежегодна доставка от 200 хил. тона риба и рибни продукти за другите райони на Съветския съюз.
Прокарват се улици с дървени тротоари и редици едно- и двуетажни дървени жилища. През 1934 г. се появява първата многоетажна сграда от кирпич, запазена и днес. През същата година в Мурманск тръгва първият градски автобус, свързващ северната и южната части на града, а така също експресът „Полярна звезда“, пътуващ по линията Ленинград – Мурманск. През 1941 г. в Мурманск има вече няколко десетки кирпичени и каменни постройки, а населението му достига до 120 хил. души.
През 1920 – 1930-те г., във връзка с промените в административно-териториалното деление, градът неколкократно мени статуса си. През 1921 г. Мурманск става център на едноименна губерния, от 1927 г. – Мурмански окръг в състава на Ленинградска област, а от 1938 г. става център на едноименната Мурманска област.

### През Втората световна война
След началото на Операция Барбароса в Съветския съюз, Мурманск нееднократно е подложен на атаки по суша и въздух от германски войски. Дислоцираната в Заполярието 150-хилядна германска армия „Норвегия“ има директива от Хитлер да превземе града и пристанището, през което се доставят стоки и техника от съюзниците за СССР по силата на договора Заем-наем. Според разчетите на немското командване, Мурманск трябва да бъде превзет за няколко денонощия. Два пъти – през юли и септември 1941 г. – немските войски предприемат настъпление към Мурманск, но и двете настъпления се провалят. След отразяването на атаките, германските сили атакуват града по въздух, извършвайки в отделни дни по 15 – 18 налета, като за цялата война провеждат общо 792 въздушни нападения и хвърлят 185 000 тона бомби. По количество и плътност на нанесените по града бомбови удари от съветските градове Мурманск отстъпва само на Сталинград. В резултат на бомбардировките са унищожени три четвърти от сградите, особено пострадват дървените къщи и постройки. Най-тежка е бомбардировката на 18 юни 1942 г., когато немските самолети хвърлят над предимно дървения град тежки фугасни бомби, а след тях запалителни. Заради сухото и ветровито време пожарът се разпространява от центъра до североизточните покрайнини на града. На 7 октомври 1944 г. съветските войски в Заполярието започват Петсамо-Киркенеската настъпателна операция и заплахата за Мурманск е свалена.

### Следвоенни години
В края на Втората световна война градът е практически напълно разрушен. Запазени са само пристанищните съоръжения и три здания в града. През ноември 1945 г. по решение на правителството Мурманск е включен в числото на петнайсетте града в страната (наред с Москва и Ленинград), чието възстановяване се определя като първостепенна задача. За развитието на града са отделени 100 милиона рубли. Възстановен е в началото на 1950-те години. В първите следвоенни години са построени промишлени предприятия, допълнителни пристанищни съоръжения, обекти от социалната инфраструктура, телевизионен комплекс. През 1952 г. обемът на жилищната площ достига довоенното ниво, а след още десет години е увеличен тройно. Значително разширение на територията на Мурманск става през 1970-те – началото на 1980-те г.

### Отличия
През 1971 г. за успехите, „постигнати от трудещите се от града в изпълнение на заданието по развитие на промишленото производство“, градът е награден с орден „Червено знаме на труда“. През 1982 г. за мъжеството и издръжливостта, проявени от жителите на града в годините на Великата Отечествена война и заради успехите постигнати в стопанското и културно строителство, градът е награден с орден Отечествена война I степен. През 1985 г. за изключителни заслуги през Великата Отечествена война на Мурманск е присвоено званието „Град-герой“ с връчване на висшата награда на Съветския съюз орден Ленин и медал „Златна звезда“.

## Население
До 1930-те г. населението на Мурманск не е голямо: през 1917 г. в града живеят 1300 души, през 1920 г. – 2500, през 1926 г. – 9000. Бурният ръст на броя на жителите започва от края на 1920-те г. и е свързан с развитието на Мурманското морско пристанище, създаването и обслужването на Северния флот на Русия, строителството на редица граждански и военни обекти на територията на Мурманска област. В това строителство активно е използван труда на лишени от свобода от редица Трудово-поправителни лагери от системата ГУЛАГ, в които едновременно има до 8000 души. Към 1939 г. населението на Мурманск е 119 000 души.
През годините на Великата отечествена война населението на града значително нараства, тъй като през 1942 г. Мурманск остава единственото пристанище, през което се осъществява външната търговия на СССР и доставките по договора „Заем-наем“. През 1940 – 1950-те г. градът продължава бързо да увеличава населението си – през тези две десетилетия то се удвоява. По-нататък увеличението на жителите със средно 8000 души годишно се дължи както на продължаващия приток от пришълци от други региони на страната, така и на естествения прираст (дълго време населението на Мурманска област е много младо). Заетостта на населението се осигурява за сметка на развиването на сферата на услугите в Мурманск.
Масовият отлив на населението на Мурманск започва в самото начало на 1990-те г., от 1989 до 1992 г. градът е напуснат от 28 хил. жители. Основни причини за това са рязкото влошаване на икономическата ситуация в града, както и голямата социална мобилност на младото население на Мурманск. През 2002 г. броят на жителите на Мурманск е със 150 000 по-малко в сравнение с 1989 г., т.е. почти една трета. Съпоставим с този спад в градовете с население над 100 000 души има само в разрушения от войната Грозни и в Магадан.
Отливът на младото население довежда до рязко влошаване на демографската ситуация. Ако през 1990 г. естественият прираст на 1000 жители е 4,5 (раждаемост 10,5, смъртност 6), то през 2005 г. естественият прираст вече е отрицателен и съставлява 0,5% на година. Резкият ръст на смъртността е свързан с това, че поколенията мурманчани, преселили се в града през 1950 – 1970-те г., са на преклонна възраст.

## Административно деление и администрация
Площта на града е 138,98 км2. Разделен е на 3 района (окръзи) – Ленински, Октябърски и Первомайски окръг. Исторически райони на града са Центърът, Болничното градче, Жилстрой, Петушинка, Новото плато, Гвардейски и др.
В съответствие с Градския устав, приет с решение на съвета на депутатите от гр. Мурманск, главата на града се избира на основата на всеобщото, равноправно и пряко избирателно право при тайно гласуване за срок от 5 години. Представителният орган на местното самоуправление – Съветът на депутатите на гр. Мурманск – се състои от 30 души, също избирани за период от 5 години.

## Побратимени градове
- Акюрейри, Исландия.
- Вадсьо, Норвегия.
- Гронинген, Холандия.
- Джаксънвил, САЩ.
- Люлео, Швеция.
- Минск, Беларус.
- Рованиеми, Финландия.
- Тромсьо, Норвегия.
- Шчечин, Полша.